# Amnirana lemairei
Amnirana lemairei là một loài ếch trong họ Ranidae.
Nó được tìm thấy ở Angola, Cộng hòa Dân chủ Congo, và Zambia.
Các môi trường sống tự nhiên của chúng là xavan khô và xavan ẩm.

## Hình ảnh

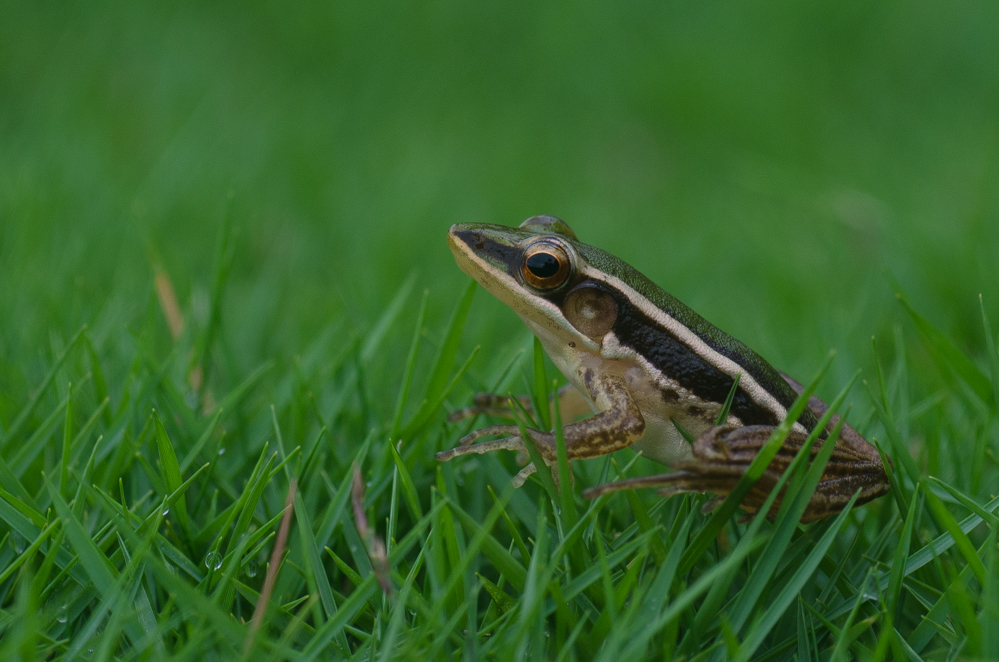